# Martinsrieth
Martinsrieth este o comună din landul Saxonia-Anhalt, Germania.